# 1566年
| 千纪： | 2千纪 |
| 世纪： | 15世纪 \| 16世纪 \| 17世纪                                                                                 |
| 年代： | 1530年代 \| 1540年代 \| 1550年代 \| 1560年代 \| 1570年代 \| 1580年代 \| 1590年代                           |
| 年份： | 1561年 \| 1562年 \| 1563年 \| 1564年 \| 1565年 \| 1566年 \| 1567年 \| 1568年 \| 1569年 \| 1570年 \| 1571年 |
| 纪年： | 丙寅年（虎年）；明嘉靖四十五年；蔡伯贯大宝二年；越南莫朝淳福二年，后黎朝正治九年；日本永祿九年             |

## 大事记
- 中国现存最久私人藏书楼——宁波天一阁建成。
- 上杉謙信與里見義堯聯合夾攻北條氏康，卻在臼井城戰役失利，上杉氏關東經略受挫，上野諸將紛紛離反，武田信玄趁機攻下上杉氏在西上野上杉氏最後的據點箕輪城，西上野全部成為武田氏的勢力，里見義堯則在上杉謙信的支援下，奪回被後北條氏佔領的久留里城、佐貫城等失地。
- 反抗以畠山義綱為中心的大名專制支配的長續連、遊佐續光、八代俊盛等重臣在永祿9年（1566年）發動政變並把畠山義續・畠山義綱父子追放，擁立畠山義慶，畠山義綱等人逃往六角氏領地近江坂本。
- 三好三人眾與松永久秀決裂，雙方在堺近郊交戰，上芝之戰爆發，松永久秀不敵逃亡至堺，筒井順慶趁勢奪回了筒井城。但松永久秀隨後邀請堺的豪商津田宗達作為調停人，雙方達成協議。
- 苏莱曼一世（1520～1566在位）在最后一次远征匈牙利时病逝，塞利姆二世繼位。

## 出生
- 6月19日——詹姆士一世，英格蘭和愛爾蘭國王，同時也是蘇格蘭國王，稱詹姆士六世。（1625年逝世）
- 齐格蒙特三世，波兰国王

## 逝世
- 9月6日——蘇萊曼一世，奧斯曼帝國第10位蘇丹。
- 長今，李氏朝鮮中宗時期宮廷女醫師